# Presa d'aigua

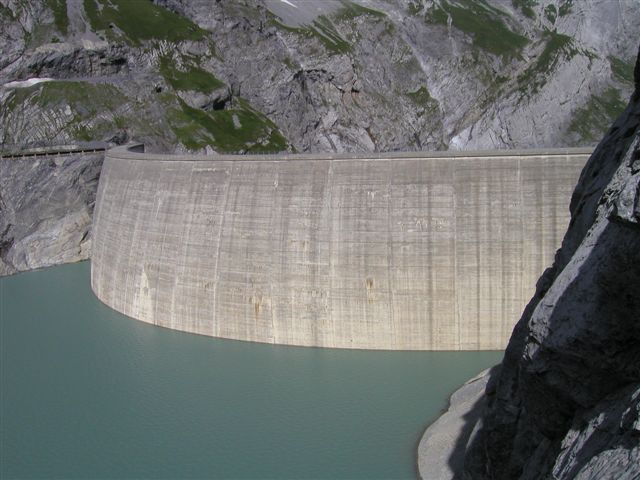
Presa Limmern, al cantó de Glaris, Suïssa

Una presa d'aigua és una construcció perpendicularment sobre el llit d'un riu per a retenir l'aigua i crear un embassament o presa. Aquestes construccions normalment estan fetes de formigó o terres i se sostenen per diferents tipus de descàrregues de pes, com per exemple els contraforts. En enginyeria es denomina presa un mur fet amb pedra, formigó o materials solts, que es construeix habitualment en una tancada o en un congost sobre un riu, riera o canal per a contenir l'aigua a la llera fluvial per poder aprofitar-ne en abastament o regadiu, per elevar el nivell amb l'objectiu de derivada a canalitzacions de reg, o per produirenergia mecànica al transformar l'energia potencial de l'emmagatzematge en energia cinètica, i aquesta novament en mecànica quan la força de l'aigua acciona un element mòbil. L'energia mecànica es pot aprofitar directament, com en els antics molins, o de manera indirecta per produir energia elèctrica, com es fa en les centrals hidroelèctriques. Les preses també poden ajudar a modular el cabal dels rius, quan hi ha pluges torrencials que podrien inundar les zones aigües avall.

## Història

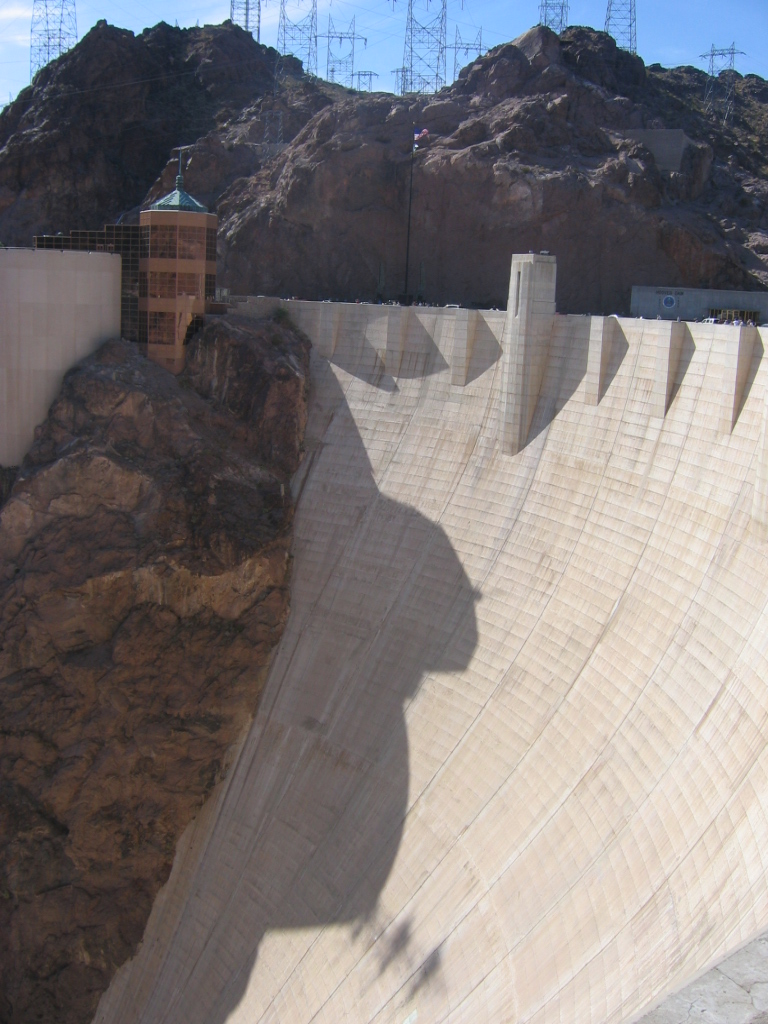
Presa Hoover, als Estats Units

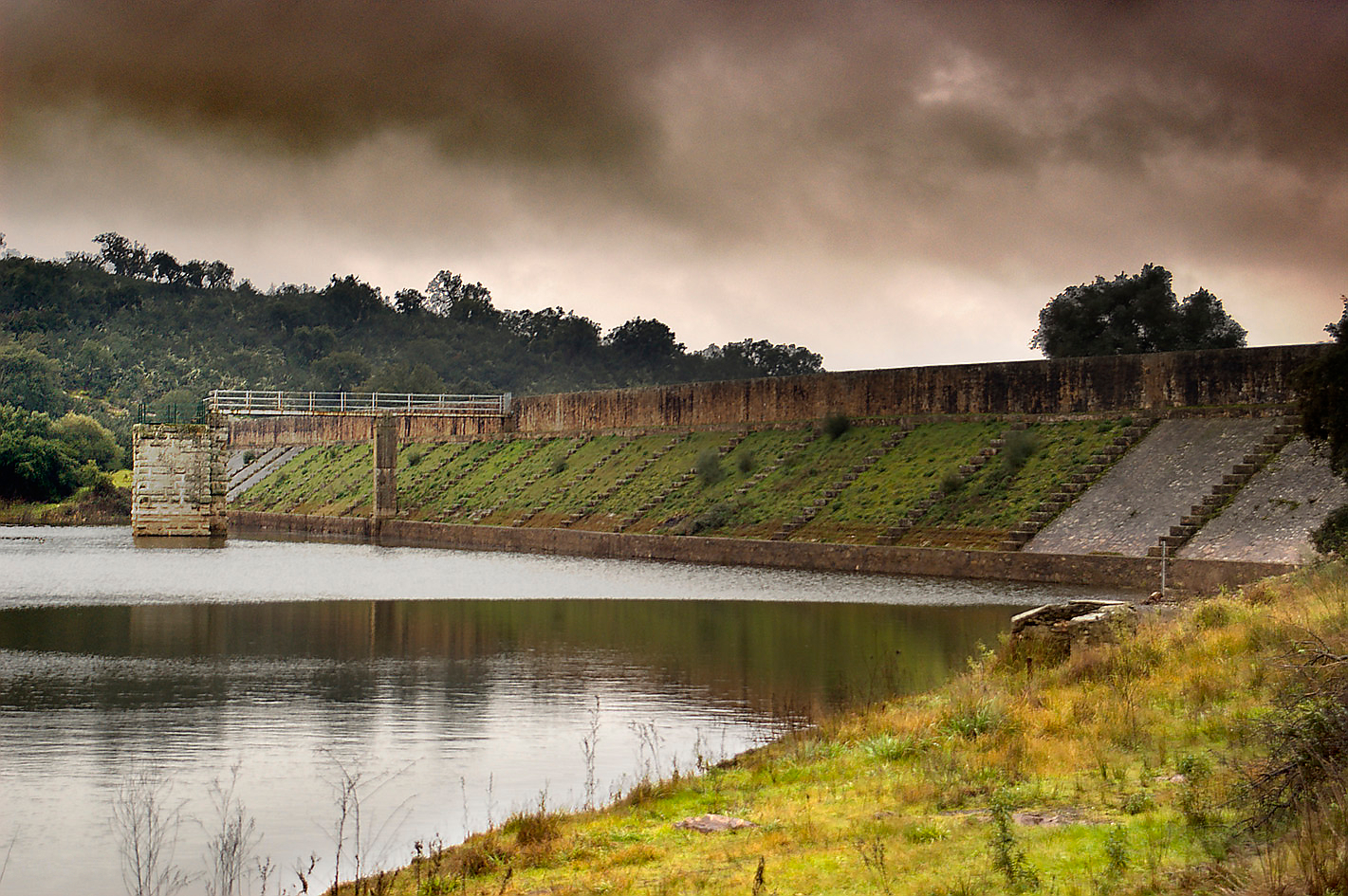
La presa romana de Cornalvo, encara en funcionament

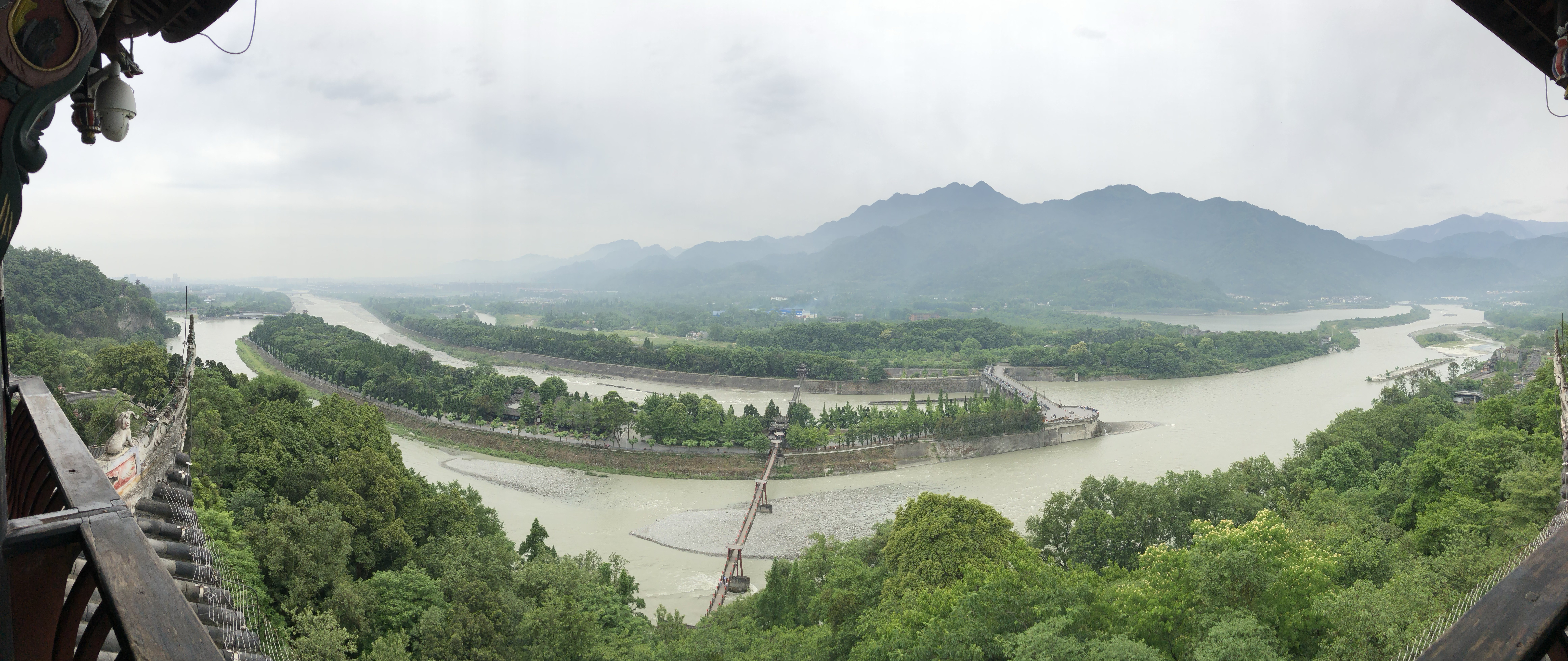
El sistema d'irrigació de Dujiangyan

Les primeres preses conegudes es van construir a Mesopotàmia i l'Orient Pròxim. Les preses foren utilitzades per a controlar el nivell de les aigües dels rius Tigris i Eufrates que era molt variable i difícil de predir a causa de la climatologia de la zona.
La presa més antiga coneguda és a Jawa a l'esta de Jordània, a uns cent quilòmetres al nord-est de la capital Amman. És una presa de gravetat de 9 m d'altura, 1 m de guix i 50 m de llargària. Aquesta estructura ha estat datada al 3000 aC. La presa de Sadd Al-Kafara a Wadi Al-Garawi, situada a uns 25 km al sud del Caire, va ser construïda a l'antic Egipte, al voltant de l'any 2800 aC o el 2600 aC, feia 102 metres de llarg i constava de dos murs paral·lels d'uns 24 m a la base separats per 36 m reomplerts de runa. Es tractava d'un assut per controlar el uadi, però va ser destruït durant la construcció o poc temps després.
La presa més antiga encara en funcionament seria la de Quatinah, situada a Síria, que hauria estat construïda a l'època del faraó Seti I (que hauria regnat entre el 1290 aC i el 1279 aC), i hauria estat engrandida durant el període romà. Tanmateix hi ha autors que consideren que la presa és totalment romana i va ser construïda en temps de Dioclecià (245- 312) per a proveir aigua pel reg. Avui dia encara subministra aigua a la ciutat d'Homs, situada a uns set quilòmetres al nord-oest de l'embassament.
Eflatun Pınar és un santuari amb una font a prop de Konya (Turquia), on hi ha una petita presa del temps dels hitites que hauria estat construïda entre els segles xv i xiii aC.
Els romans també van ser uns grans constructors de preses, la més grossa coneguda és la que havia prop de Subiaco (Itàlia) sobre el riu Aniene (l'Anio romà), bastida entre els anys 54 i 68, que feia 50 metres d'altura i va ser la més grossa del món fins que va ser enderrocada el 1305 A més de la presa de Homs, hi ha dues construccions d'època romana que encara són en funcionament, es tracta dels embassaments de Cornalvo i Proserpina, ambdós de petita mida i situats a la província de Badajoz a l'estat d'Espanya. La tècnica constructiva més utilitzada, amb molta diferència, pels romans fou la presa de gravetat, però van ser els primers a utilitzar la presa d'arc a la presa de Glanum (segle i, situada a prop de Sant Romieg de Provença, al departament francès de Boques del Roine), o la presa d'arcs múltiples (segle i, presa d'Esparragalejo a la província de Badajoz).
El Kallanai o Gran Anicut és una presa de derivació o assut construïda sobre el riu Kaveri, Tamil Nadu (Índia), durant el segle ii. Bastida amb pedra durant la dinastia Chola per a desviar aigua per a la irrigació fa 300 metres de llarg, 4,5 m d'altura i 20 m d'amplada i encara s'utilitza.
El sistema d'irrigació de Dujiangyan, situat a l'actual província de Sichuan, el més antic de la Xina i Patrimoni de la Humanitat des del 2000, compta amb una presa que va ser construïda pel primer ministre Sunshu Ao del regne Chu sobre el riu Min Jiang
per crear un gran embassament destinat a alimentar el sistema d'irrigació.
A Pèrsia les preses-pont van ser utilitzades per aprofitar l'energia hidràulica per mitjà de les rodes hidràuliques, sovint utilitzades per elevar l'aigua. La primera va ser bastida a Dezful per abastir d'aigua a la ciutat. També es coneixien les preses de derivació d'aigua o assuts. Les preses per a molins van ser introduïdes durant el període de la revolució agrícola musulmana (entre els segles viii i xiii), el primer va ser construït a Shustar sobre el riu Karun, l'aigua era conduïda a través d'una gran canonada des de la presa fins a la roda del molí d'aigua. Al segle x, Al-Muqaddasi va descriure diverses preses a Pèrsia, una d'elles, situada a Ahwaz, tenia més d'un quilòmetre de llargària, i totes tenien rodes que aixecaven l'aigua fins a un aqüeducte que la portava fins a dipòsits situats a la ciutat. Una altra, la presa de Band-i-Amir, permetia la irrigació de 300 pobles.
Als Països Baixos un país de terres baixes, les preses van ser utilitzades sovint per controlar el nivell de les aigües i prevenir l'entrada del mar a les terres baixes pantanoses. Aquestes preses van ser com a inici d'una ciutat atès que permetien travessar el riu d'una manera fàcil i sovint van donar lloc als respectius noms en neerlandès (dam = presa). Per exemple, la capital holandesa Amsterdam (el nom antic era Amstelredam) es va iniciar a una presa (dam) sobre el riu Amstel a principis del segle xiii, i Rotterdam es va crear al costat d'una presa sobre el riu Rotte, un petit afluent del Nieuwe Maas. La plaça central d'Amsterdam, que és al lloc on havia la presa fa 800 anys, encara porta el dom de Dam.

## Elements d'una presa

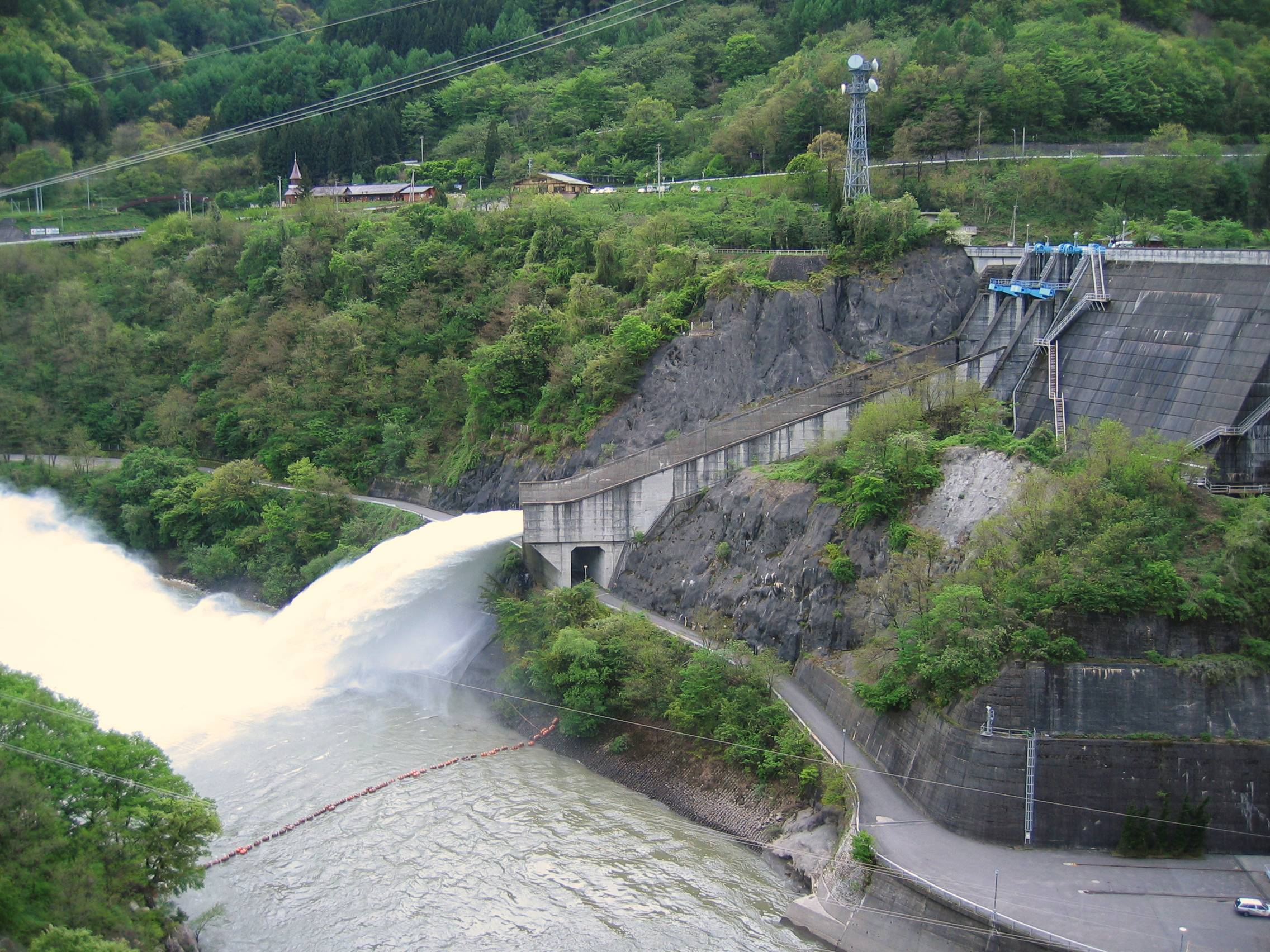
Canalització de descàrrega de la Presa Matsumoto (prefectura de Nagano, al Japó)

- L'embassament és el volum d'aigua que queda retingut per la presa.
- El vas és la part de la vall que, en inundar-se, conté l'aigua embassada.
- La tancada o broquet és el punt concret del terreny on es construeix la presa.
- La presa o cortina pròpiament dita. Té les funcions bàsiques són, d'una banda garantir l'estabilitat de tota la construcció, suportant una empenta hidroestàtic de l'aigua molt fort, i per altra no permetre la filtració de l'aigua cap avall.

Al seu torn, en la presa es distingeixen:
- Els paraments, cares o talussos, que són les dues superfícies més o menys verticals principals que limiten el cos de la presa: l'interior o d'aigües amunt, que està en contacte amb l'aigua, i l'exterior o d'aigües avall.
- La coronació és la superfície que delimita la presa superiorment.
- Els estreps o encastament són els laterals del mur que estan en contacte amb la tancada contra la qual es recolza.
- La fonamentació és la superfície inferior de la presa, a través de la qual descàrrega el seu pes al terreny.
- El sobreeixidor o abocador és l'estructura hidràulica per la qual sobreïx l'aigua excedent quan la presa ja està plena.
- Les comportes són els dispositius mecànics destinats a regular el cabal d'aigua a través de la presa.
- La descàrrega de fons permet mantenir l'anomenat cabal ecològic aigües avall de la presa.
- Les preses són també estructures hidràuliques, però de menor entitat, i són utilitzades per extreure aigua de la presa per un cert ús, com pot ser l'abastament a una central hidroelèctrica o a una ciutat.
- Les rescloses permeten la navegació "a través" de la presa.
- El pas de peixos que és el sistema que permet la migració dels peixos en sentit ascendent del corrent.

## Condicions geològiques
L'elecció del tipus de presa depèn principalment de la forma de la vall, de la geologia de l'emplaçament de l'estret del riu on es vol situa i dels materials de construcció disponibles a la rodalia. Quan es tracta d'una vall estreta, amb grans penya-segats i afloraments de bona roca es consideraria com a primera opció una presa d'arc, que requereix excel·lents característiques de les roques dels vessants. En canvi, a una vall àmplia i/o amb roques fracturades es consideraria la construcció d'una presa de gravetat de formigó, que és menys exigent sobre les característiques de les roques sobre els que s'assenten els fonaments.
Quan a la llera del riu es troben capes molt gruixudes de materials solts (argila, sorra, grava), l'elecció passaria per una presa deformable, de terra o d'altres materials solts, una presa d'escullera, amb una pantalla impermeable de formigó o materials bituminosos. L'estudi de la geologia i la geotècnia dels fonaments és la part més important i complexa en el disseny d'una presa. En el cas de les preses de gravetat, per exemple, es diu que una vegada s'ha completat l'excavació arribant a la base de roca dels fonaments la presa està gairebé acabada, eal que significa que ja no hi haurà més incerteses i el treball pot avançar de manera "industrial".
L'estudi de viabilitat geològica de la presa és molt important i ha de tenir en compte no només les característiques de resistència del terreny sinó també la permeabilitat, un factor clau per la capacitat de la presa per contenir l'aigua. Com que no sempre és possible construir la presa en una zona completament envoltada per terrenys o roca impermeable, a la superfície i en profunditat, és necessari fer consideracions sobre la relació entre la litologia del lloc i de la capacitat per contenir l'aigua. Per exemple, la presència de capes o esquerdes paral·leles a la presa, és a dir, perpendiculars a l'embassament, és un element desfavorable perquè la presència d'una capa permeable farà que l'aigua es perdi.

## Tipus de preses
Els diferents tipus de preses responen a les diverses possibilitats de complir la doble exigència de resistir l'empenta de l'aigua i evacuar quan sigui precís. En cada cas, les característiques del terreny i els usos que se li vulgui donar a l'aigua, condicionen l'elecció del tipus de presa més adequat.
Existeixen nombrosos tipus, començant amb què es pot parlar de preses fixes o mòbils, però primer hem de classificar en dos grans grups segons l'estructura i segons els materials emprats. Es fan servir també preses inflables, basculants i pivotants, però són de molta menor entitat o han caigut en desús, per la qual cosa no es consideren aquí.
Secció esquemàtica d'una presa de tipus gravetat

### Segons l'estructura

#### Presa de gravetat

La Presa de la Grande Dixence a Suïssa és una presa de gravetat.

Una presa de gravetat és aquella en què el seu propi pes és l'encarregat de resistir la pressió exercida per l'aigua. La pressió de l'aigua continguda a l'embassament és transmesa cap a terra, per això, les condicions geològiques del lloc on s'assenta la presa han de ser adequades, és necessari que al lloc escollit hi hagi un fonament de roca, prou estable i resistent per a suportar el pes de la presa i la pressió de l'embassament. Constitueixen les preses de major durabilitat i que requereixen un menor manteniment, l'inconvenient és que requereixen la utilització de més material. L'estructura recorda a la d'un triangle isòsceles, ja que la base és ampla i es va estrenyent a mesura que es puja cap a la part superior, encara que en molts casos el costat que dona a l'embassament és gairebé de posició vertical. La raó per la qual existeix una diferència notable en el gruix del mur a mesura que augmenta l'altura de la presa és degut al fet que la pressió en el fons de l'embassament és major que a la superfície; d'aquesta manera, el mur haurà de suportar més força al llit de la llera que a la superfície. La inclinació sobre la cara aigües amunt fa que el pes de l'aigua sobre la presa n'incrementi l'stabilitat. Es pot observar a la imatge de la dreta que la inclinació de la paret interior és del 3%.
La tecnologia constructiva de les preses de gravetat ha canviat al llarg del temps, fins a principis del segle xx les preses de gravetat eren construïdes en maçoneria, després es va imposar la utilització del formigó. A partir del 1978 la tècnica del formigó compactat amb corró, un formigó amb poca aigua amb consistència de grànuls que és més barat que el convencional, ha substituït el formigó convencional.
La Gran Presa de Dixence a Suïssa és una de les preses de gravetat més grans del món, fa 285 metres d'altura i un desenvolupament de 695 metres a la part superior, va ser construïda amb 6 milions de metres cúbics de ciment i té un pes estimat de 15 milions de tones, a la imatge del costat es pot observar el detall del procés constructiu al llarg dels anys. A Catalunya aquesta tècnica constructiva ha estat utilitzada a molts pantans, com per exemple els de Boadella, Camarasa, Escales, Sant Ponç o Sant Antoni.

#### Presa d'arc

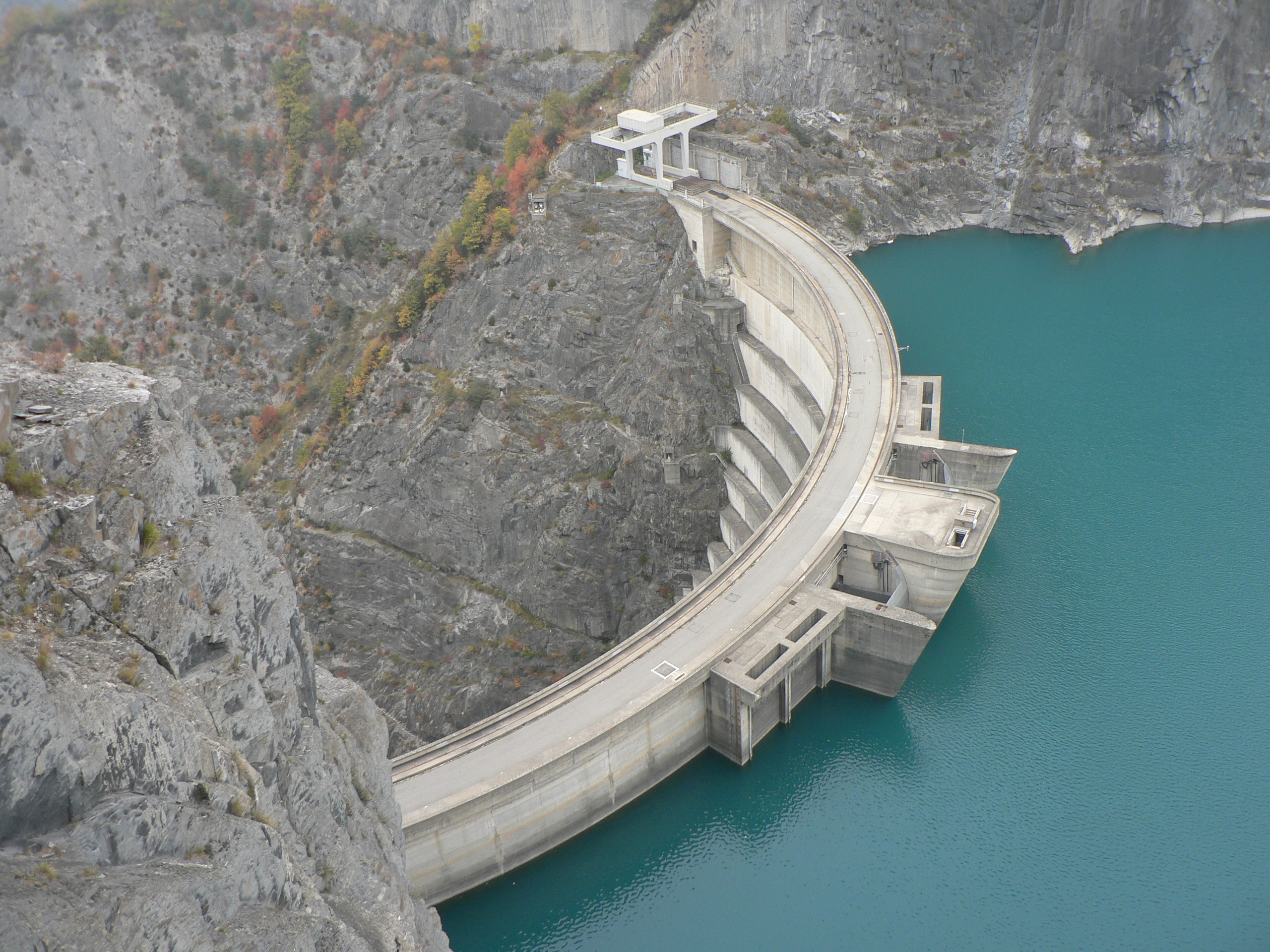
Presa d'arc de Monteynard (Isère, França)

Un presa d'arc és una estructura corba de formigó o de maçoneria construïda de manera que la pressió de l'aigua actuï contra l'arc, que la descarrega especialment conta els vessants laterals de la vall. Aquest tipus de presa és especialment indicat per a valls tancades amb parets escarpades de roca resistent que puguin actuar com a fonaments de l'arc. Són el tipus de preses més innovadores quant al disseny i les que necessiten una menor quantitat de formigó, un aspecte econòmicament interessant. Per assolir les seves complexes formes es construeixen amb formigó i requereixen una gran habilitat i experiència per part dels seus constructors que han de recórrer a sistemes constructius poc habituals. Per això les preses de gravetat tradicionals encara són competitives.
A la presa d'arc l'estabilitat s'obté per una combinació de l'acció de l'arc i de la gravetat, si la banda superior (la que està en contacte amb l'aigua de l'embassament) és vertical, tot el pes de la presa serà suportat pels fonaments mentre que la pressió exercida per l'aigua contra els suports de l'arc dependran de la rigidesa de l'arc en direcció vertical i horitzontal. La seguretat d'una presa d'arc depèn especialment de la solidesa dels pilars laterals, per tant, és necessari que l'arc estigui ben assentat a les parets laterals i que el tipus de roca sigui l'adequat.

#### Presa de volta

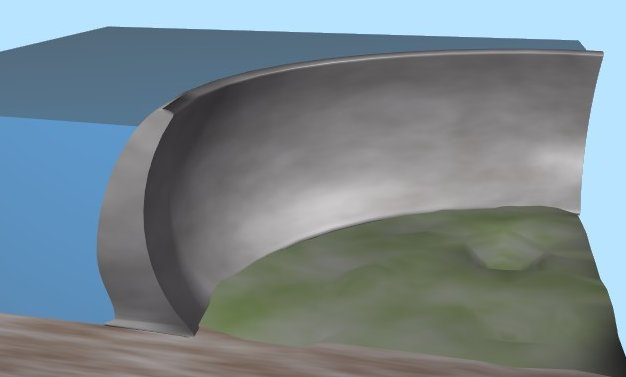
Presa de volta

La presa de volta o de doble curvatura és un tipus similar és la presa d'arc, en aquest cas la presa té una curvatura en el pla vertical i en el pla horitzontal. Aquesta tècnica de construcció minimitza la quantitat necessària de formigó però transmet càrregues més importants als fonaments i als contraforts. L'aparença és similar a una presa d'arc convencional però amb una curvatura vertical que, vista des de la banda d'aigües avall, li dona l'aspecte d'una lent còncava. A Catalunya els pantans de la Llosa del Cavall i el de Susqueda són de volta de doble curvatura.
Una variant d'aquest mètode de construcció és la presa de voltes, que és constituïda per un cert nombre de preses d'arc convencionals amb contraforts de formigó com a pilars de suport encastats als fonaments, de manera que la pressió de l'aigua de l'embassament es descarrega sobre els fonaments inferiors i contra les vessants laterals de la vall. Aquest tipus de presa no requereix més contraforts que una de gravetat però si un bon sòcol de roca sobre el que assentar-se atès que els contraforts són pesants.

#### Presa de contraforts

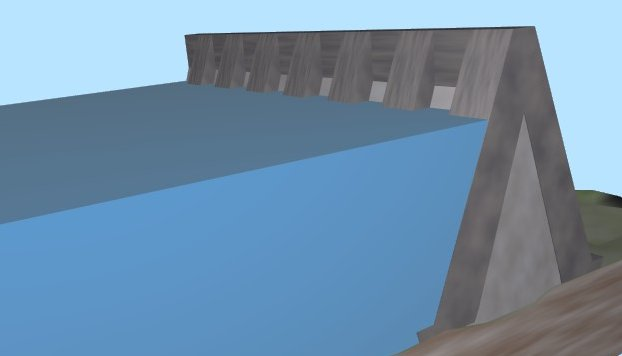
Presa de contraforts

La presa de contraforts és una variant de la presa de gravetat que permet alleugerir-la. La tècnica consisteix a deixar cavitats al cos de la presa, obtenim una estructura similar a grans pilars inclinats contraposats, de manera que es pugui disminuir la quantitat de material utilitzat. Fins als anys setanta i vuitanta es van fer moltes preses d'aquest tipus, però avui dia són molt poc habituals perquè l'augment del cost de la mà d'obra ja no compensa la reducció del material que se n'obté front a una presa de gravetat convencional. A més la major complexitat i el lleuger augment del risc a causa de la concentració de forces als fonaments fan que sovint siguin preferides altres tècniques de construcció.

### Segons el seu material

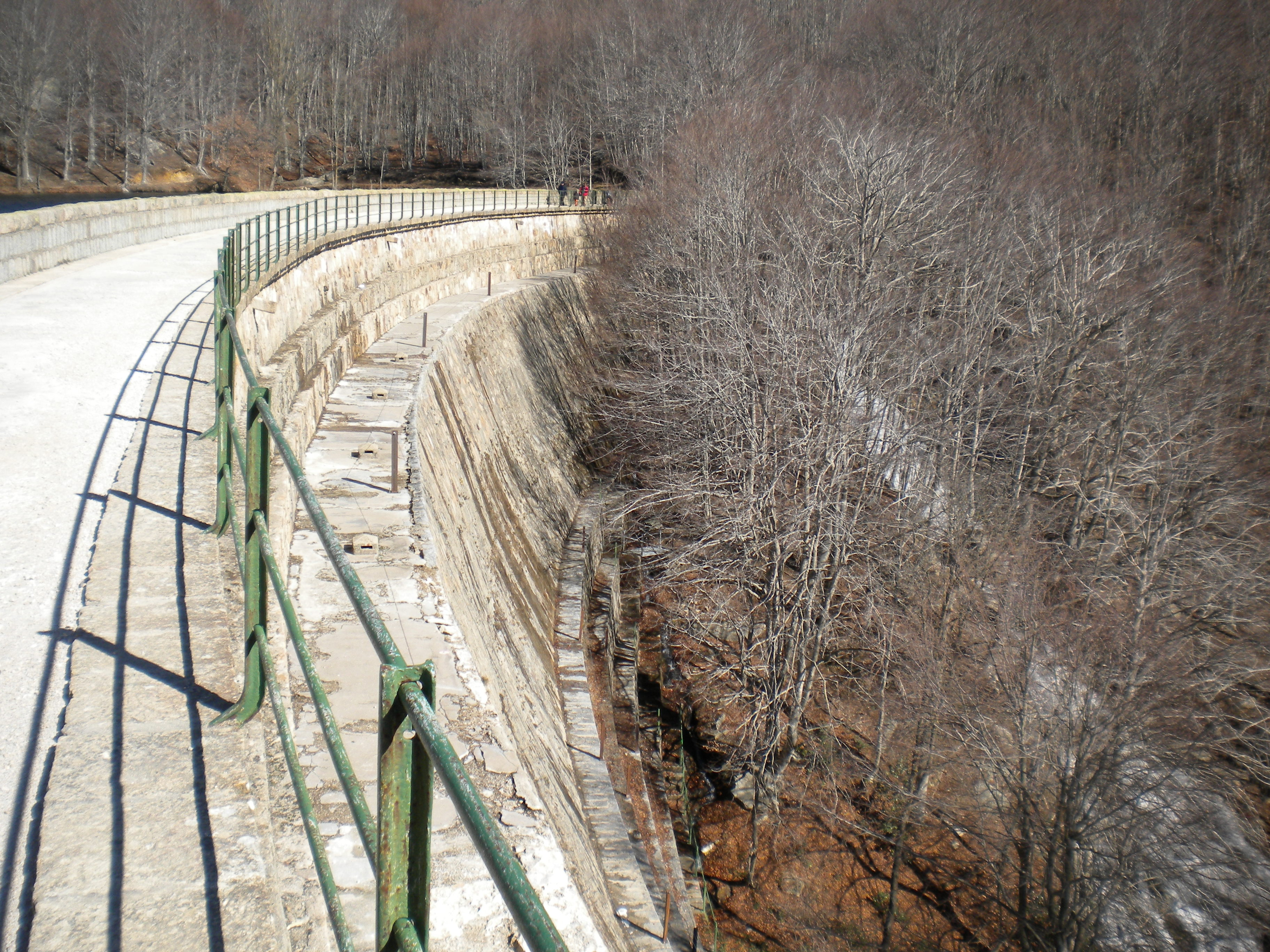
La presa de formigó del Pantà de Santa Fe.

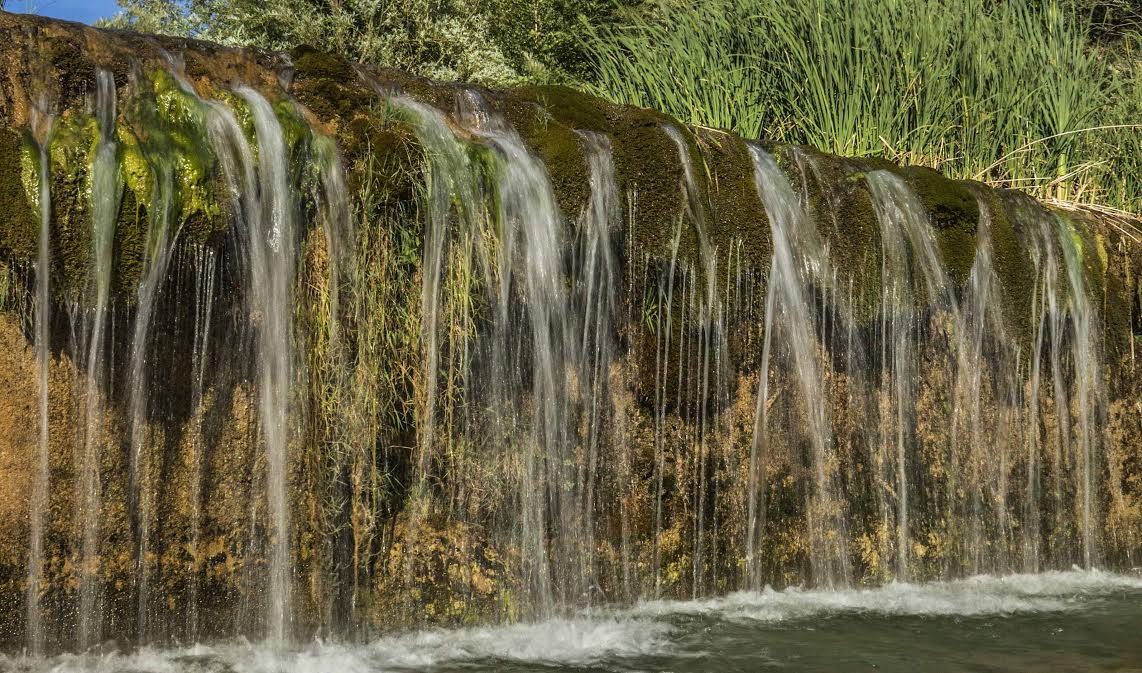
Presa de formigó a la Vall de l'Isàvena

#### Preses de formigó
Són les més utilitzades en els països desenvolupats, ja que amb aquest material es poden elaborar construccions més estables i duradores. Normalment, totes les preses de tipus gravetat, arc i contrafort estan fetes d'aquest material. Algunes preses petites i les més antigues són de maó, de carreu i de maçoneria. A Espanya, el 67% de les preses són de gravetat i estan fetes amb formigó sia amb armadures d'acer o sense. La presa de les Tres Gorges situada al curs del riu Iang-Tsé a la Xina és la planta hidroelèctrica i de control d'inundacions més gran del món. Es preveu que estigui a ple rendiment l'any 2011. Una dotzena de ciutats i milers de pobles hauran estat engolits per les aigües, obligant a desplaçar a més d'un milió i mig de persones.

#### Preses de materials solts
Són les més utilitzades en els països subdesenvolupats, ja que són menys costoses i suposen el 77% de les que podem trobar a tot el planeta. Són aquelles que consisteixen en un farciment de terres, que aporten la resistència necessària per contrarestar l'empenta de les aigües. Els materials més utilitzats en la construcció són pedres, graves, sorres, llims i argiles encara que dins de tots aquests els que més destaquen són les pedres i les graves. A Espanya només suposen el 13% del total. Aquest tipus de preses tenen components molt permeables, per la qual cosa cal afegir un element impermeabilitzant. A més, aquestes estructures resisteixen sempre per gravetat, ja que la feble cohesió dels seus materials no els permet transmetre les empentes de l'aigua al terreny. Aquest element pot ser argila, que sempre se ubica en el cor del farciment, o bé una pantalla de formigó, que es pot construir també al centre del farciment o bé aigües amunt. Aquestes preses tenen l'inconvenient que si són depassades per les aigües en una crescuda, corren el perill de caure i fer grans destrosses. Al nostre territori és tristement recordat l'accident de la presa de Tous coneguda popularment com la "Pantanada de Tous", i les aigües després del trencament de la presa, arrasà les riberes del Xúquer.
- Preses d'enroc amb cara de formigó. Aquest tipus de preses de vegades queden classificades entre les de materials solts; per la forma d'execució i el seu treball estructural són diferents. L'element de retenció de l'aigua és una cortina formada amb fragments de roca de diverses mides, que suporten en el costat de l'embassament una cara de formigó la qual és l'element impermeable. La pantalla o cara està recolzada en el contacte amb la cimentació per un element de transició anomenada plint, que suporta a les lloses de formigó. Aquest tipus d'estructura va ser molt utilitzat entre 1940 a 1950 a cortines d'altures intermèdies i va caure en desús fins a finals del segle xx en què va ser reprès pels dissenyadors i constructors al disposar de millors mètodes de realització i equips de construcció més eficients.

### Segons l'aplicació

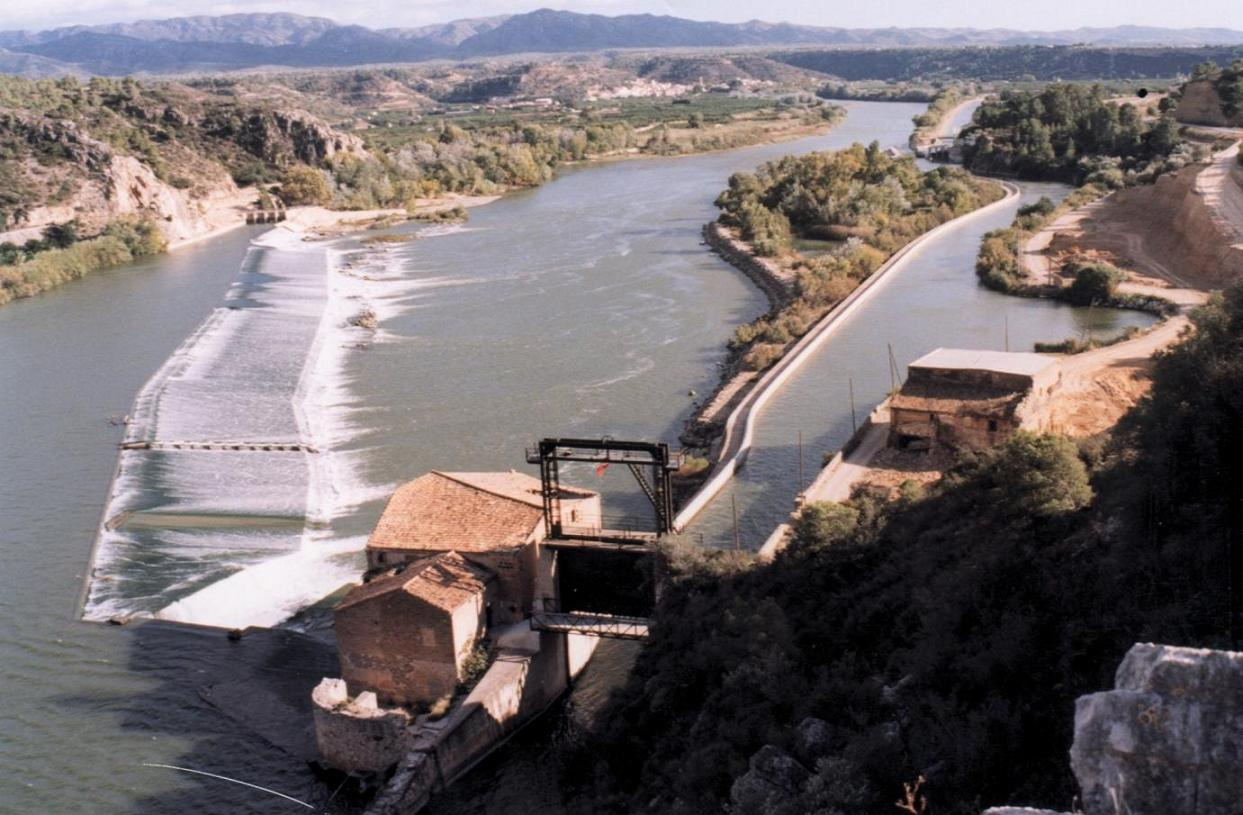
L'assut de Xerta, una presa per desviar aigua.

- Preses filtrants o dics de retenció. Són aquelles que tenen la funció de retenir sòlids, des de material fi, fins roques de grans dimensions, transportades per torrents en àrees muntanyoses, permetent tot i així el pas de l'aigua.
- Preses de control d'avingudes. Són aquelles que tenen per finalitat la de laminar el cabal de les avingudes torrencials, amb la finalitat que no es causi danys als terrenys situats aigües avall de la presa en el cas d'una forta tempesta.
- Preses de derivació. La finalitat principal d'aquestes presses és elevar la cota de l'aigua per poder derivar-la, controlant la sedimentació de la llera de manera que no s'obstrueixin les boques de derivació. Aquest tipus de preses són, en general, de poca alçada, ja que l'emmagatzematge de l'aigua és un objectiu secundari.
- Preses d'emmagatzematge. L'objectiu principal d'aquestes és retenir l'aigua per al seu ús regulat en irrigació, generació elèctrica, a bastament a poblacions, recreació o navegació, formant grans vasos o llacunes artificials. El major percentatge de preses del món, les de major capacitat d'embassament i major altura de cortina corresponen a aquest objectiu.
- Preses de residus. Són estructures de retenció de sòlids solts i líquids de rebuig, producte de l'explotació minera, els quals són emmagatzemats en gots on poden descantar. Pel comú són de menors dimensions que les preses que retenen aigua, però en alguns casos corresponen a estructures que contenen enormes volums d'aquests materials. Igual que les preses hidràuliques tenen cortina, normalment del mateix tipus de material, abocador, i en comptes de tenir una obra de presa o boca posseeixen un sistema per extreure els líquids.

## Riscos

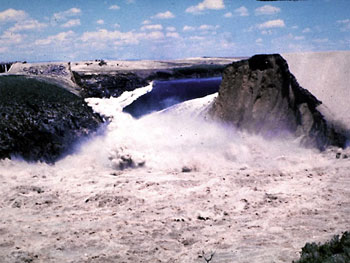
Imatge de l'embassament de Teton durant el trencament produït el 1976.

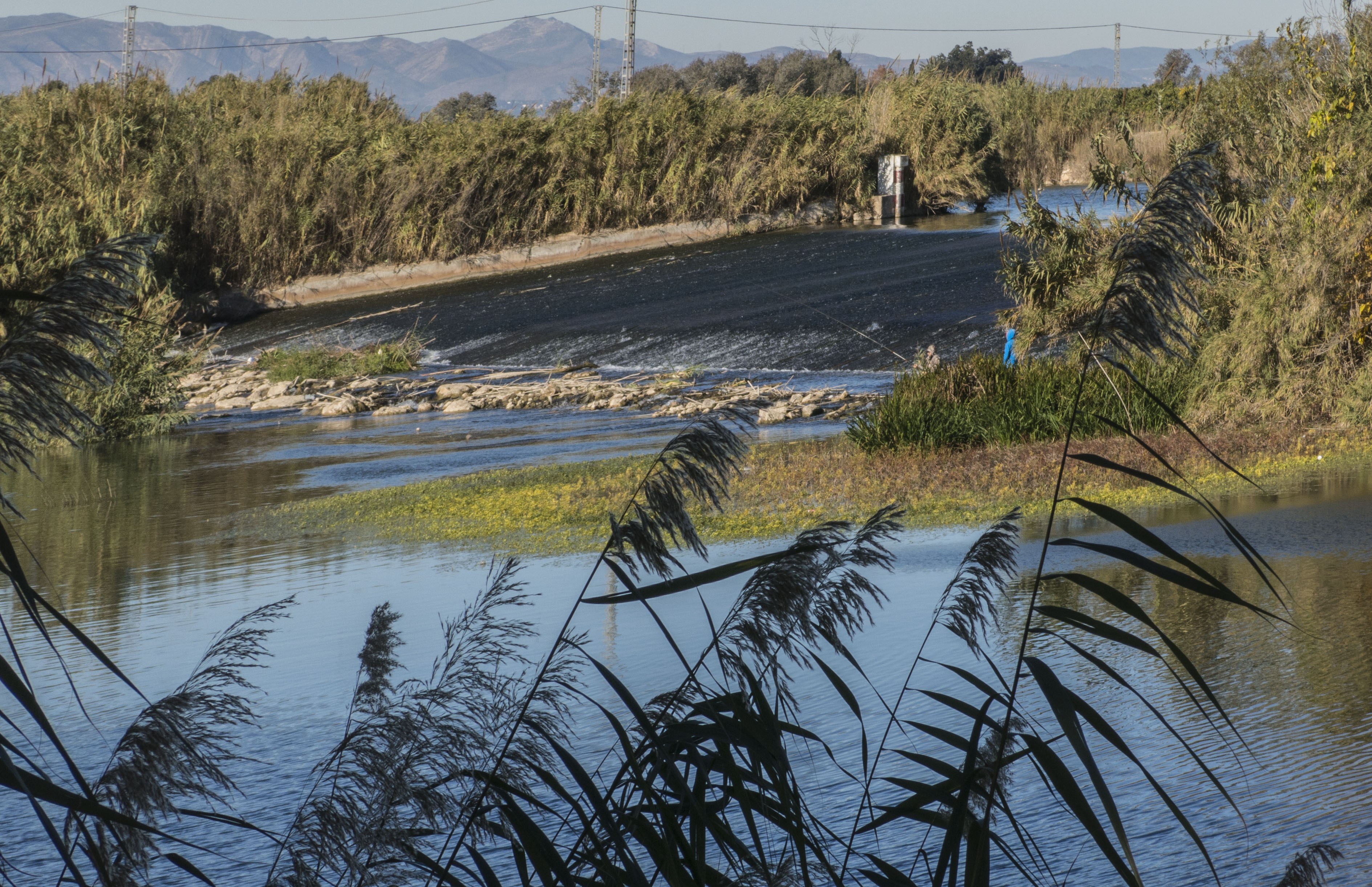
L'Assut de Sueca controla a la Ribera Baixa el curs del Xúquer

El trencament de les preses acostumen a tenir efectes catastròfics si l'estructura és afectada per danys importants. El manteniment, el control de deformacions i de la filtració dels desguassos als voltants de grans preses són tasques necessàries per anticipar-se als problemes i permetre l'adopció de les mesures correctives adients abans que es produeixi una la fallada estructural. La majoria de les preses incorporen mecanismes que permeten buidar parcialment o totalment l'embassament en cas de problemes. Una altra solució pot ser la injecció a pressió d'una mescla de ciment a la roca fracturada o feble.
Les causes principals del trencament de les preses són els errors al disseny del sobreeixidor, la inestabilitat geològica causada pels canvis en el nivell d'aigua durant l'ompliment o inherent al sòl on s'assenta la presa (1959 presa de Malpasset, Var, França, 423 morts i desapareguts), les mancances de manteniment (1985 presa de la Val di Stava, Província de Trento, Itàlia, 268 morts), especialment pel que fa a les canonades de sortida, les precipitacions extremes (2005, presa de Shadi Kor, Balutxistan Oriental, Pakistan, 70 morts) i els errors humans i de disseny. La pantanada de Tous del 20 d'octubre del 1982 va provocar 9 morts i grans danys materials a la comarca de la Ribera Alta i la Ribera Baixa al llarg del curs del Xúquer.
A banda dels successos catastròfics lligats al trencament i vessament accidental, els embassaments duen associat impactes ambientals, bé sigui paisatgístic o de fragmentació de l'hàbitat fluvial. Segons les seves dimensions les preses esdevenen un obstacle sovint infranquejable per a les espècies fluvials. La construcció d'una presa pot provocar la reducció forçada de les migracions dels individus de les poblacions biològiques lligades al riu. Aquest impediment condueix a l'establiment de poblacions aïllades reduint la mida efectiva de les poblacions i augmentant els efectes de l'endogàmia com ara l'empobriment genètic de les poblacions que pot conduir més fàcilment a fenòmens d'extinció. Altres efectes ecològics lligats als embassaments sól ser l'alliberament, accidental o voluntari, d'espècies al·lòctones en el nou hàbitat creat per l'embassament. Algunes d'aquestes espècies poden actuar com a competidores pels recursos disponibles amb altres espècies i eventualment desplaçar-se pel curs fluvial a nous hàbitats, causant en alguns casos alteracions en la flora i fauna autòctones i empobrint la biodiversitat dels hàbitats on proliferen.